# Orticaria da freddo
L'orticaria da freddo è una patologia in cui l'orticaria o grossi pomfi rossi si formano sulla pelle dopo l'esposizione al freddo. I pomfi sono di solito pruriginosi e spesso colpiscono mani e piedi. I pomfi variano in dimensioni da circa 7 mm di diametro fino a circa 27 mm di diametro o più grandi.
La malattia viene classificata come cronica quando i pomfi rimangono per più di 6 settimane, possono anche durare a vita, sebbene il loro corso sia spesso imprevedibile.
Questo disturbo, o forse due disturbi con le stesse manifestazioni cliniche, può essere ereditato (orticaria familiare da freddo) o acquisito (orticaria da freddo primaria acquisita). La forma acquisita è più probabile che si verifichi tra i 18-25 anni, anche se in alcuni casi può verificarsi già a 5 anni.
I rischi per la vita includono il soffocamento derivante dall'angioedema faringeo indotto da cibi o bevande fredde, l'annegamento dopo lo shock derivante da nuoto in acqua fredda e lo shock anafilattico.

## Tipi
L'orticaria da freddo può essere suddivisa nei seguenti tipi:

### Orticaria da freddo da contatto primaria
L'orticaria da freddo da contatto primaria è una condizione cutanea caratterizzata da pomfi che in genere si verifica con pioggia e vento, dopo aver nuotato in acqua fredda, oppure dopo il contatto con oggetti freddi, inclusi i cubetti di ghiaccio.

### Orticaria da freddo da contatto secondaria
L'orticaria da freddo da contatto secondaria è una condizione cutanea caratterizzata da pomfi, dovuti ad anomalie sieriche come ad esempio la crioglobulinemia o la criofibrinogenemia; si tratta di condizioni estremamente rare che spesso si associano ad altre manifestazioni come il fenomeno di Raynaud o la porpora.

### Orticaria da freddo riflessa
L'orticaria da freddo riflessa è una condizione cutanea, in cui il raffreddamento generalizzato del corpo comporta la comparsa di manifestazioni cutanee diffuse.

### Orticaria familiare da freddo
L'orticaria familiare da freddo (nota anche come sindrome autoinfiammatoria da freddo familiare, FCAS) è una condizione autosomica dominante caratterizzata da eruzione cutanea, congiuntivite, febbre, brividi e artralgie provocate dall'esposizione al freddo: a volte sono sufficienti temperature inferiori a 22 °C.
L'orticaria familiare da freddo è stata associata ad una mutazione nel gene CIAS1. Questa condizione rientra nella famiglia di condizioni che comprendono la sindrome di Muckle-Wells e la sindrome cronica infantile neurologica cutanea articolare (CINCA), conosciuta anche come sindrome NOMID. È una malattia rara e si stima che abbia una prevalenza di 1 caso su 1 milione; la sindrome colpisce principalmente americani ed europei.
La FCAS è una delle sindromi periodiche associate alla criopirina (CAPS) causate da mutazioni nel gene CIAS1/NALP3 (noto anche come NLRP3) nella posizione 1q44.
L'effetto dell'orticaria familiare da freddo sulla qualità di vita dei pazienti è particolarmente impattante.
Un sondaggio condotto negli Stati Uniti nel 2008 ha rilevato che, per far fronte alla malattia e limitare il dolore e le riacutizzazioni i pazienti spesso limitano le loro attività lavorative, scolastiche, familiari e sociali.  Il settantotto per cento dei partecipanti al sondaggio ha descritto un impatto della malattia sul loro lavoro, compreso l'assenteismo e la Carriera lavorativa compromessa, non infrequentemente il paziente è costretto a lasciare il lavoro a causa della malattia.
Il trattamento con anakinra si è dimostrato efficace per la FCAS, anche se questo comporta iniezioni giornaliere dell'immunosoppressore in un'area come il basso addome. Viene utilizzato anche l'anticorpo monoclonale canakinumab.

## Cause
I pomfi sono una reazione istaminica in risposta a stimoli freddi, comprendenti un drastico calo della temperatura o l'esposizione ad aria e acqua fredda. Sono presenti molte cause possibili per l'orticaria da freddo, la maggior parte sono idiopatiche (cioè che non è presente una causa nota).

## Sintomi

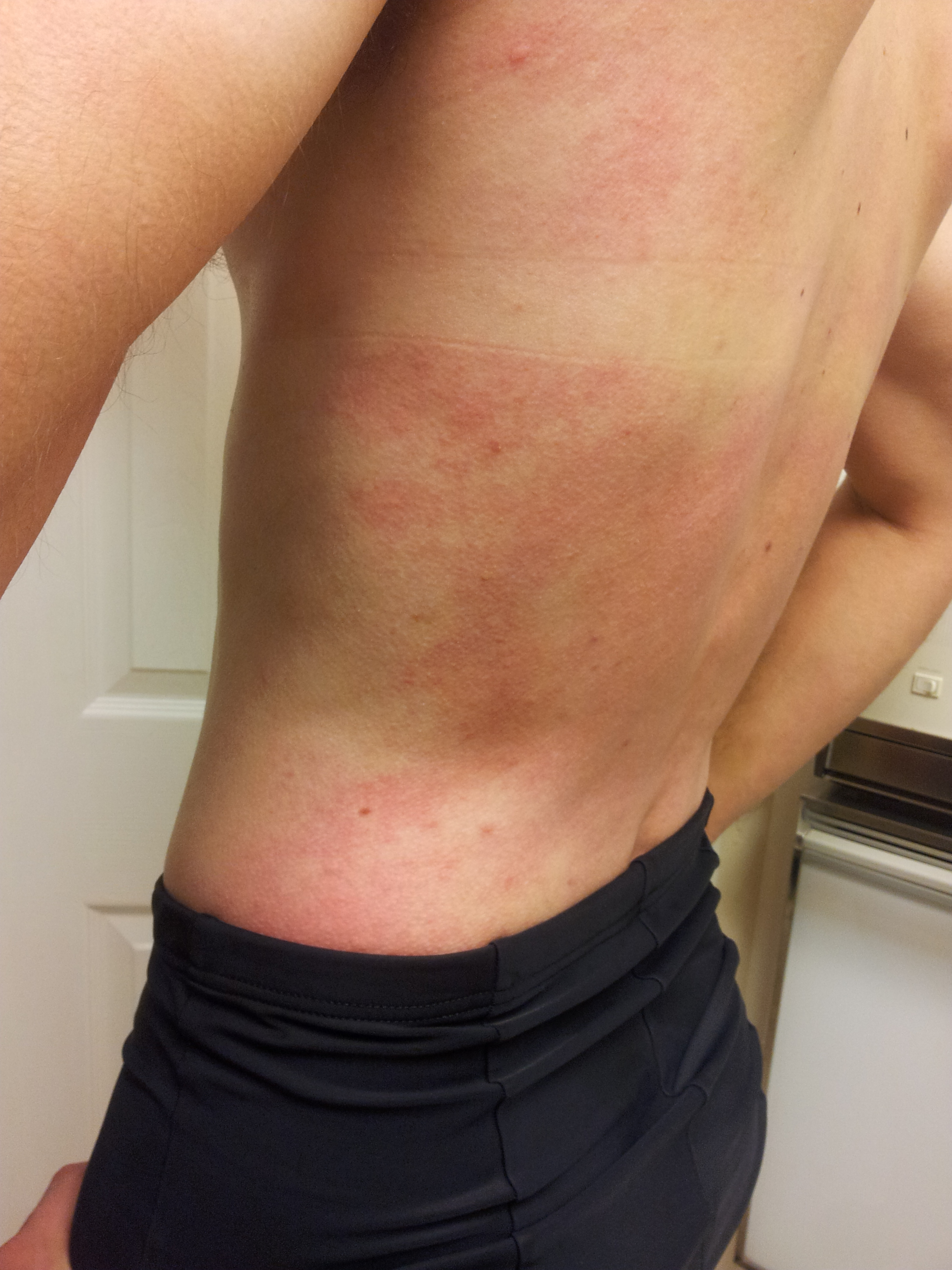
Orticaria sulla schiena, dopo esposizione ad aria fredda.

Quando il corpo è esposto al freddo in individui colpiti dalla condizione, appare l'orticaria e la pelle nella zona interessata diventa tipicamente pruriginosa, inoltre, si verifica una sensazione di bruciore. Le bolle derivano dalla dilatazione dei capillari che permettono al fluido di defluire nel tessuto circostante (l'epidermide) ,si risolvono quando il corpo assorbe questo fluido. Il bordo dell'orticaria è descritto come policiclico (composto da molti cerchi), e cambia quando il fluido fuoriesce e quindi viene assorbito. Premendo su una bolla la pelle si scolorisce, distinguendola da un livido o una papula. Le bolle possono durare alcuni minuti o alcuni giorni e variare da persona a persona.  Durante una reazione grave, può verificarsi l'ipotensione, che può essere pericolosa per la vita. È più probabile che si verifichi una reazione grave se le bolle si verificano con meno di 3 minuti di esposizione (durante un test del freddo).

## Fattori di rischio e scatenanti
- Basse temperature / neve: L'esposizione al freddo o all'aria fredda può scatenare rapidamente una reazione.
- Sudore: Una reazione può anche verificarsi in una giornata calda, quando é presente sudore sulla pelle, poiché la reazione è scatenata dalla temperatura della pelle, non dalla temperatura del corpo. Se è presente una brezza, raffredderà rapidamente la pelle e creerà l'orticaria.
- Flebo fredde / fresche: in ospedale, l'inserimento di flebo che sono state refrigerate o raffreddate in individui allergici alla temperatura fredda, può provocare dolore all'interno dell'arto in cui viene posizionata la flebo e orticaria può comparire in un raggio di 18-20 centimetri in una linea che sale lungo l'arto.
- Nuotare: Il nuoto può essere particolarmente pericoloso, in quanto la frequenza cardiaca accelerata, combinata con l'insorgenza di orticaria può portare all'ipotensione.
- Aria Condizionata: Entrare in un edificio con aria fresca durante una giornata estiva può provocare una reazione allergica alle aree esposte della pelle, congestione nasale e anche una sensazione di affaticamento.
- Cibo/Bevande fredde: Mangiare o bere sostanze fresche o fredde come il gelato o anche il tè freddo può causare la lingua e i tessuti circostanti a gonfiarsi e a causare il soffocamento.
- Superfici fresche/fredde : appoggiarsi, maneggiare o sedersi su superfici fredde, potrebbe causare la formazione di orticaria sulla zona che ha avuto contatto con le superfici fredde.
- Limitazione del flusso sanguigno: Digitare su tastiera o altre attività che tendono i muscoli e riducono il flusso di sanguigno possono raffreddare le parti del corpo abbastanza da causare prurito e orticaria.
- Flusso Sanguigno: Mentre si mettono le mani o i piedi nell'acqua calda le unghie diventano viola / bianche finché il corpo non si abitua alla temperatura.

## Diagnosi
La diagnosi è tipicamente ottenuta da un allergologo o un altro professionista autorizzato, dopo l'esecuzione di un test del freddo. Durante questo test un pezzo di ghiaccio viene premuto contro l'avambraccio, in genere per un tempo di 3-4 minuti. Il test è considerato positivo successivamente alla comparsa di pomfi rossastri in rilievo. I pomfi possono avere la forma del cubetto di ghiaccio o possono irradiarsi oltre l'aea di contatto del ghiaccio.
Sebbene il test sia semplice e di facile esecuzione, risultando quindi molto utile per la diagnosi, non fornisce alcun tipo di informazione sulla temperatura e sul tempo di stimolazione necessario per iniziare a far sviluppare sintomi a quel paziente. Queste informazioni sono in realtà essenziali perché sono indicative della gravità della malattia e permettono di monitorare l'efficacia del trattamento.

## Trattamento
La terapia di prima linea è di riduzione dei sintomi e comporta l'utilizzo di antistaminici H1 di seconda generazione. Se il dosaggio standard è inefficace, in genere si provvede ad un aumento del dosaggio (fino ad un massimo di quattro volte del dosaggio standard) per il controllo della sintomatologia.
In letteratura medica è stato riscontrato che l'utilizzo di rupatadina, antistaminica H1 di seconda generazione, riduce significativamente lo sviluppo dei sintomi dell'orticaria cronica da freddo, senza un aumento degli effetti avversi, per dosaggi compresi tra i 40 e i 200 mg.
I farmaci per l'allergia, in genere antistaminici come la difenidramina, la cetirizina, la loratadina, la ciproeptadina e la fexofenadina possono essere assunti dal paziente per via orale per prevenire e ridurre l'intensità dei sintomi.
Per i soggetti che sviluppano gravi reazioni anafilattiche, la doxepina, assunta quotidianamente, può aiutare a prevenire e/o ridurre la probabilità di una reazione e quindi l'anafilassi. L'efficacia delle creme antistaminiche topiche appare controversa.
L'orticaria da freddo in rari casi può provocare una reazione sistemica potenzialmente grave o addirittura fatale (shock anafilattico). I pazienti affetti da questo disturbo dovrebbero quindi portare con sé una forma iniettabile di adrenalina, da utilizzarsi in caso di una reazione grave. 
Il miglior trattamento per questa forma di allergia è comunque evitare l'esposizione al freddo.
Alcuni studi hanno evidenziato che omalizumab (un anticorpo monoclonale anti-IgE, generalmente usato nel trattamento dell'asma) può essere un trattamento efficace e sicuro per l'orticaria da freddo in quei pazienti che non rispondono sufficientemente ai trattamenti standard.
L'ebastina è stata proposta come approccio per prevenire l'orticaria da freddo primaria acquisita.